# اچ‌ام‌اس فری (۱۸۱۲)
اچ‌ام‌اس فری (۱۸۱۲) (به انگلیسی: HMS Fairy (1812)) یک کشتی بود که طول آن ۱۰۰ فوت ۱ ۱⁄۲ اینچ (۳۰٫۵۱۸ متر) بود. این کشتی در سال ۱۸۱۲ ساخته شد.